# Kala Patthar

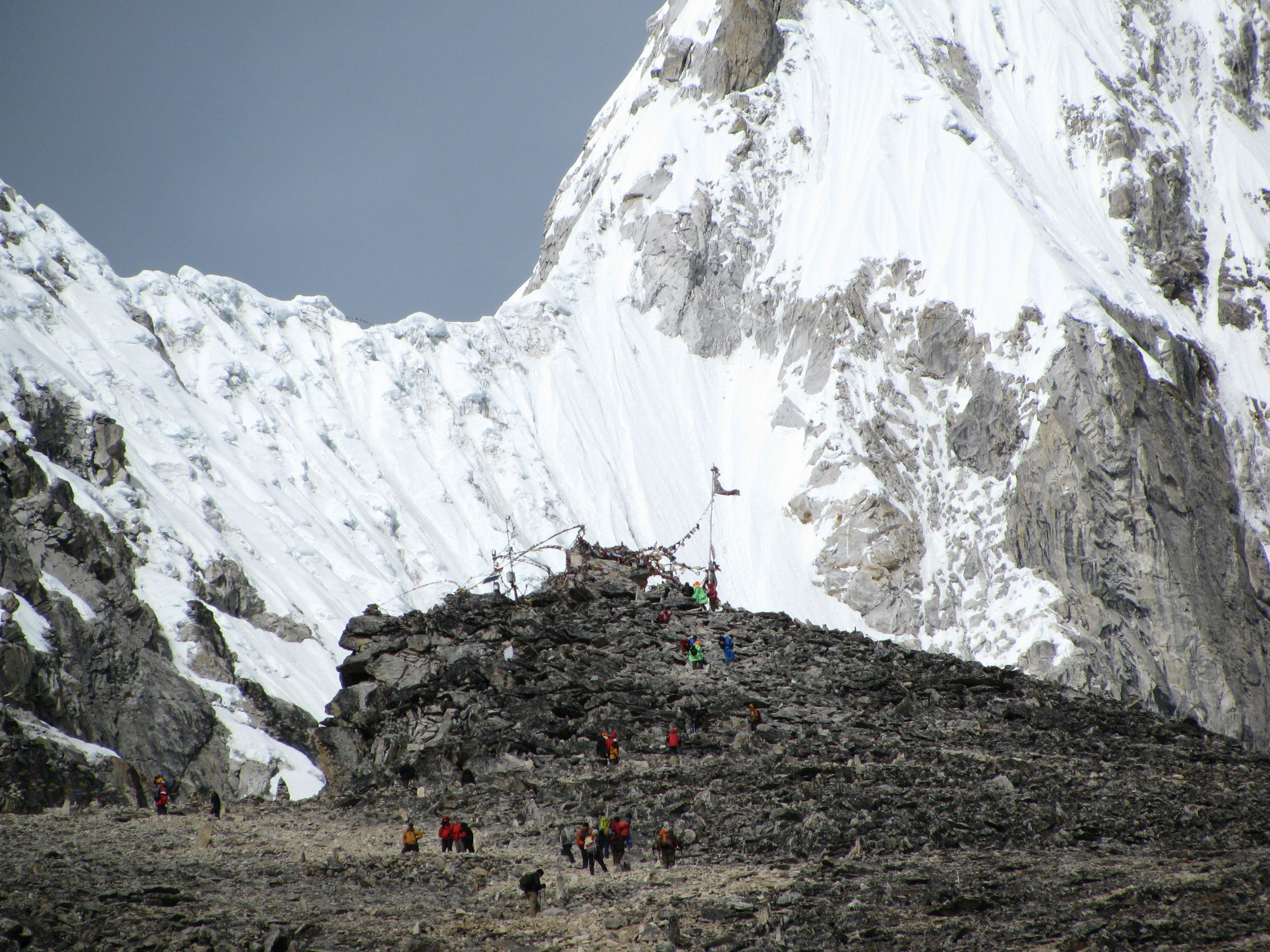
Aproximando-se a cume do Kala Patthar

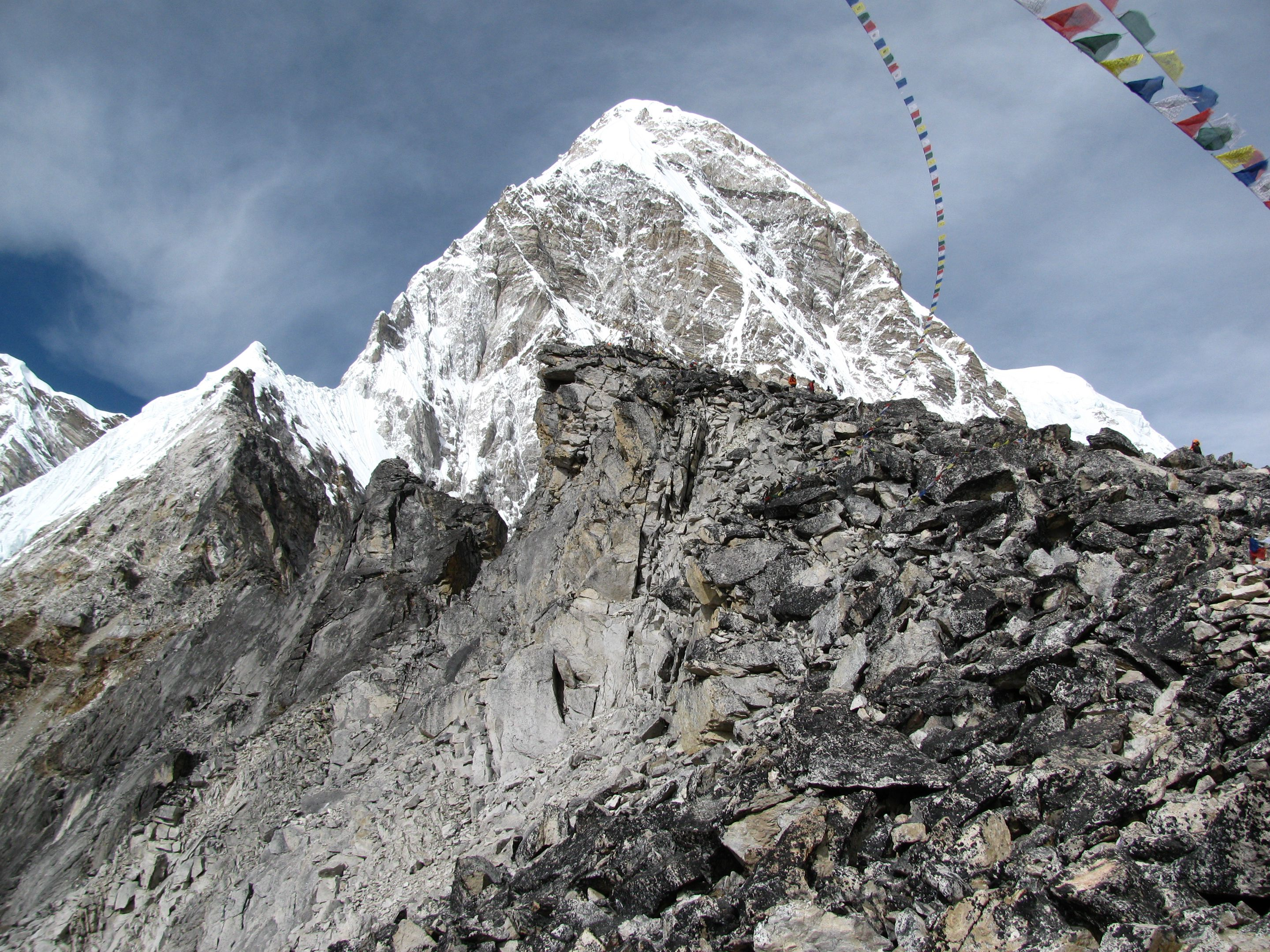
Kala Patthar com o Monte Pumori ao fundo

Kala Patthar, é uma montanha da cordilheira do Himalaia, no nordeste do Nepal  ela está dentro do Parque National do Sagarmatha e cujo significado do nome, em Nepali e Hindi, é Pedra Negra.  Ela aparece como um grande inchaço marrom abaixo da impressionante face sul do monte Pumori (7161 m).
Muitos trekkers na região do Monte Everest tentam escalar o Kala Patthar, uma vez que fornece o ponto mais acessível para ver o Mt. Everest, pois devido à estrutura do Everest, o pico não pode ser visto a partir do Campo Base do Everest. A visualizacão do Everest, Lhotse , e Nuptse são espetaculares a partir de qualquer ponto do Kala Patthar.. 
A ascensão de Kala Patthar começa em Gorak Shep (5164m), que era o original acampamento base para as escaladas do Mt. Everest.. Depois de atravesar um antigo leito do lago (que agora contém um pequeno lago e um heliporto), a subida se faz por um caminho íngreme com uma série de ziguezague até se estabilizar um pouco quando ele atravessa para o lado leste da montanha. A trilha se torna íngreme mais uma vez, até atingir um cume varrido pelo vento. De lá, "scramble" sobre pedras chega-se ao cume, que é marcado com bandeiras de oração. A ascensão total geralmente leva entre 1,5 e 2 horas..  
Se a tentativa é feita a partir de Lobuche, são necessárias duas a três horas adicionais.. 
A elevação é comumente listada como 5,545-5,550 m, mas uma recente pesquisa lista a altura como 5643m. O Professor Assistente Dr. Luis A. Ruedas da “Portland State University” levou um “Garmin GPS eMap” até o cume em 06 de dezembro de 2006. Estes aparelho têm capacidade de fazer uma série de leituras de satélites, tornando-os mais precisos do que aparelhos que efetuam uma leitura única. A média de 48 leituras as 0625h, com temperatura de -20° C, registrou a localização da cimeira como 27 ° 59,750 'N, 86 ° 49,705' E (datum: WGS84), e a elevação como 5.643 m (18.514 pés). 
Mesmo tendo em conta o fato de que a pico pode ter cerca de um metro de pedras adicionadas como um marco comemorativo, esta é uma discrepância significativa com leituras da elevação registradas anteriormente. A mesma unidade foi consistente no que diz respeito às elevações gravadas anteriormente para Gorak Shep e para o Acampamento Base do Everest. Em outubro de 2008, um GPS com WAAS gravou o cume a 27 ° 59,751 'N, 86 ° 49,705' E (datum: WGS84) com uma elevação de 5,644.5 m (18.519 pés), confirmando os dados de 2006.
É possível que, desde Kala Patthar é meramente uma cima menor em uma serie de cumes levando a Pumori, pessoas diferentes podem ter medido cimeiras diferentes. Há uma cúpula menor ao longo desta serie de pequenos cumes, perto de 27 ° 59,51 'N, 86 ° 49,62'  com uma elevação de cerca de 5.545 m (18.192 pés). 
O pico, tradicionalmente referido como Kala Patthar é, no entanto, completamente decorado com bandeiras de oração, tornando-se facilmente reconhecível.
Em dezembro de 2009, o Primeiro-ministro do Nepal, Madhav Kumar, e o Gabinete nepalês realizaram uma reunião na base de Kala Patthar como um alerta  à mudança climática e aquecimento global.

Monte Everest ao fundo, visto do Kala Patthar